# Die Buben im Pelz
Die Buben im Pelz sind eine österreichische Alternative-Rock-Band.

## Geschichte
Die Buben im Pelz sind eine Alternative-Rock-Band, die von Christian Fuchs (u. a. Black Palms Orchestra) und David Pfister (u. a. The Devil & The Universe) gegründet wurde. Fuchs und Pfister spielten schon gemeinsam mit Fritz Ostermayer und Robert Zikmund in der inzwischen aufgelösten aktionistischen Musikgruppe „Neigungsgruppe Sex, Gewalt und Gute Laune“ (2003–2012) die eine neue Dialekt-Welle in der deutschsprachigen Pop-Welt mit auslöste.
Die „Neigungsgruppe“ war dafür berüchtigt, bekannte Indie-Klassiker ins Wienerische zu übersetzen. Bekanntestes Beispiel ist ihre Version von „Fuck Forever“ von den Babyshambles. Auf dem Debütalbum der Buben im Pelz aus dem Jahr 2015 radikalisierten Fuchs und Pfister diese Idee und übertrugen das komplette Debütalbum von Velvet Underground mit der Andy Warhol-Banane in den Wiener Dialekt. Unterstützt wurden sie dabei von einer Vielzahl von befreundeten Musikern wie etwa Dorit Chrysler, Monsterheart, Sir Tralala oder Boris Bukowski.
Die Platte, veröffentlicht auf Konkord, wurde ein großer Erfolg und war beispielsweise für die deutsche Tageszeitung „Die Welt“ ein Album des Jahres 2015. Ebenso erfuhr das Artwork der LP von Dieter Oitzinger große Aufmerksamkeit. Die Erstauflage auf Vinyl mit einer abziehbaren Wurst statt einer Banane ist inzwischen ein begehrtes Sammlerobjekt und wird mit bis zu 350 Euro gehandelt. In Folge wurden die Buben im Pelz auch vermehrt von Museen wie etwa dem Städel Museum Frankfurt, der Städtische Galerie Rosenheim oder dem Analog Mania Festival in Timisoara eingeladen, mit ihnen zu arbeiten.
Die Nachfolgeplatte „Katzenfestung“ aus dem Jahr 2017 wurde ebenso wie das Debütalbum wieder vom Österreicher Bernd Heinrauch produziert. Im Unterschied zur ersten Platte enthielt „Katzenfestung“ nur Eigenkompositionen. Das Projekt war inzwischen zur vierköpfigen Band gewachsen und bestand neben David Pfister und Christian Fuchs auch noch aus Christof Baumgartner (u. a. The Happy Sun) und Ralf Wakolbinger (u. a. Aber Das Leben Lebt). Für das Artwork der zweiten Platte konnte der Fotokünstler Klaus Pichler gewonnen werden. Prominente Gäste auf dem Album waren etwa Voodoo Jürgens oder abermals Monsterheart. Die Buben im Pelz wechselten außerdem zum österreichischen Label Noise Appeal Records.
Im Laufe der Jahre 2018 und 2019 kam es zu weiteren Umbesetzungen bei den Buben im Pelz. Der Band schlossen sich Bernd Supper an den Keyboards (u. a. Scarabeusdream) und der Gitarrist Markus Reiter (u. a. Destroyed but Not Defeated) an. Ralph Wakolbinger verließ die Band und wurde von Gernot Scheithauer (u. a. Liger) am Schlagzeug abgelöst.
In dieser Besetzung komponierte die Band 2019 das Album „Geisterbahn“. Aufgenommen, produziert und gemischt wurde das dritte Album der Buben im Pelz im Herbst 2019 von Alexander Hacke von den Einstürzende Neubauten in Berlin und Alex Lausch in Wien. „Geisterbahn“ enthält Coverversionen (etwa von Ton Steine, Scherben) sowie auch Eigenkompositionen. Aufgrund der Corona-Pandemie wurde die geplante Veröffentlichung im Frühjahr 2020 um ein Jahr verschoben.
2020 veröffentlichten die Buben im Pelz allerdings zwei Singles. Eine davon „Kodachrom“ schaffte es bis auf Platz 1 der Austrian Indie Charts.
Im Mai 2021 veröffentlichten die Buben im Pelz ihr drittes Studioalbum „Geisterbahn“ auf Noise Appeal Records, die Single „Frühlingsgespenster“ im April 2021.

## Diskografie
Alben
- 2015: Die Buben im Pelz & Freundinnen (Konkord)
- 2017: Katzenfestung (Noise Appeal Records)
- 2019: Die Buben im Pelz & Freundinnen - Reissue (Konkord)
- 2021: Geisterbahn (Noise Appeal Records)
- 2023: Verwandler (Konkord)
- 2023: Die Buben im Pelz & Freundinnen - Reissue (Konkord)

Singles
- 2015: Tiaf wia a Spiagl - Die Buben im Pelz & Monsterheart (Konkord)
- 2018: Femme Fatale Acoustic / Ash My Love Split Vinyl 7″ (Noise Appeal Records)
- 2020: Kodachrom/Bella Ciao (Vinyl 7″, (Noise Appeal Records))
- 2020: Frühlingsgespenster Remix EP (Noise Appeal Records)

Sampler
- 2015: Melodies for Refugees (Tron Records)
- 2019: Konkord 100 Sampler (Konkord)